# Negeri Sembilan
Negeri Sembilan (o Negri Sembilan, Jawi: نڬري سمبيلن), significa "nueve estados" en malayo, es un estado de Malasia. Se encuentra en la costa oeste de la Península de Malaca, inmediatamente al sur de Kuala Lumpur y tiene frontera al norte con Selangor, al este con Pahang y al sur con Malaca y Johor. 

## Etimología
Negeri Sembilan, significa "nueve estados" en malayo. Se cree que el nombre proviene de los nueve distritos o nagari (ahora conocidos como luak) donde se asentaron los Minangkabau, pueblo originario del oeste de Sumatra (hoy Indonesia).

## Demografía
La composición étnica en 2010 era de: malayos (590,089 o 57,8%), chinos (223,271 o 21,9%), indios (146,214 o 14,3%), otros (61,490 o 6,05%).
- Datos: Q213893
- Multimedia: Negeri Sembilan / Q213893